# Мојне мала
Мојне мала је први студијски албум соло каријере Ане Кокић. Издат је 31. маја 2006. године за Гранд продукцију на касети и CD-у.

## Списак песама
| №   | Назив              | Трајање |  |
| 1.  | Мојне мала         |         |  |
| 2.  | Чујем да           |         |  |
| 3.  | Да ли си то ти     |         |  |
| 4.  | Слободно           |         |  |
| 5.  | Ти мене лажеш      |         |  |
| 6.  | Паучина            |         |  |
| 7.  | Добро да добро сам |         |  |
| 8.  | Мрља од кармина    |         |  |
| 9.  | Само ми јавите     |         |  |
| 10. |                    |         |  |

### Обраде песама
- Мојне мала (оригинал: Зијнет Сали - Chiculata)
- Слободно (оригинал: Деспина Ванди - Happy End)
- Паучина (оригинал: Katy Garbi - Galazio kai lefko)
- је песма Да ли си то ти отпевана на грчком језику